# Cantó de Saint-Aignan
El cantó de Saint-Aignan és un cantó francès del departament de Loir i Cher, situat al districte de Romorantin-Lanthenay. Té 15 municipis i el cap és Saint-Aignan.

## Municipis
- Châteauvieux
- Châtillon-sur-Cher
- Chémery
- Choussy
- Couddes
- Couffy
- Mareuil-sur-Cher
- Méhers
- Meusnes
- Noyers-sur-Cher
- Pouillé
- Saint-Aignan
- Saint-Romain-sur-Cher
- Seigy
- Thésée

## Història
| Data d'elecció                           | Identitat        | Partit                               | Qualitat |
| ---------------------------------------- | ---------------- | ------------------------------------ | -------- |
| 1945-1951                                | M. Bertin        | SFIO                                 |          |
| 1951-197.                                | Jean Magnon      | Divers gauche                        |          |
| 197.-1988                                | Henri Cachein    | Divers gauche, després divers droite |          |
| 1988-2001                                | Yves Piau        | PS                                   |          |
| 2001-                                    | Philippe Sartori | Divers droite                        |          |
| les dades anteriors no són pas conegudes |                  |                                      |          |
|                                          |                  |                                      |          |

## Demografia
| A partir de 1990: Població sense dobles comptes |